# Вальями, Бенджамин
Бенджамин Вальями (англ. Benjamin Vulliamy; 1747—1811) — британский часовщик, ответственный за конструирование механических часов, согласно которым в 1780—1884 годах официально сверялось время в Лондоне.

## Биография
Бенджамин был сыном Джастина Вальями (Justin Vulliamy), часовщика швейцарского происхождения, который переехал в Лондон около 1730 года. Джастин стал партнёром Бенджамина Грея (Benjamin Gray), известного часовщика с улицы Пэл-Мэл, на дочери которого, Мэри Грей, он вскоре женился и имел от неё сына Бенджамина. Джастин унаследовал бизнес своего тестя и с 1780 его сын Бенджамин вошёл в объединение «Vulliamy & Son». Отец и сын работали вместе до самой смерти Джастина 1 декабря 1797 года.

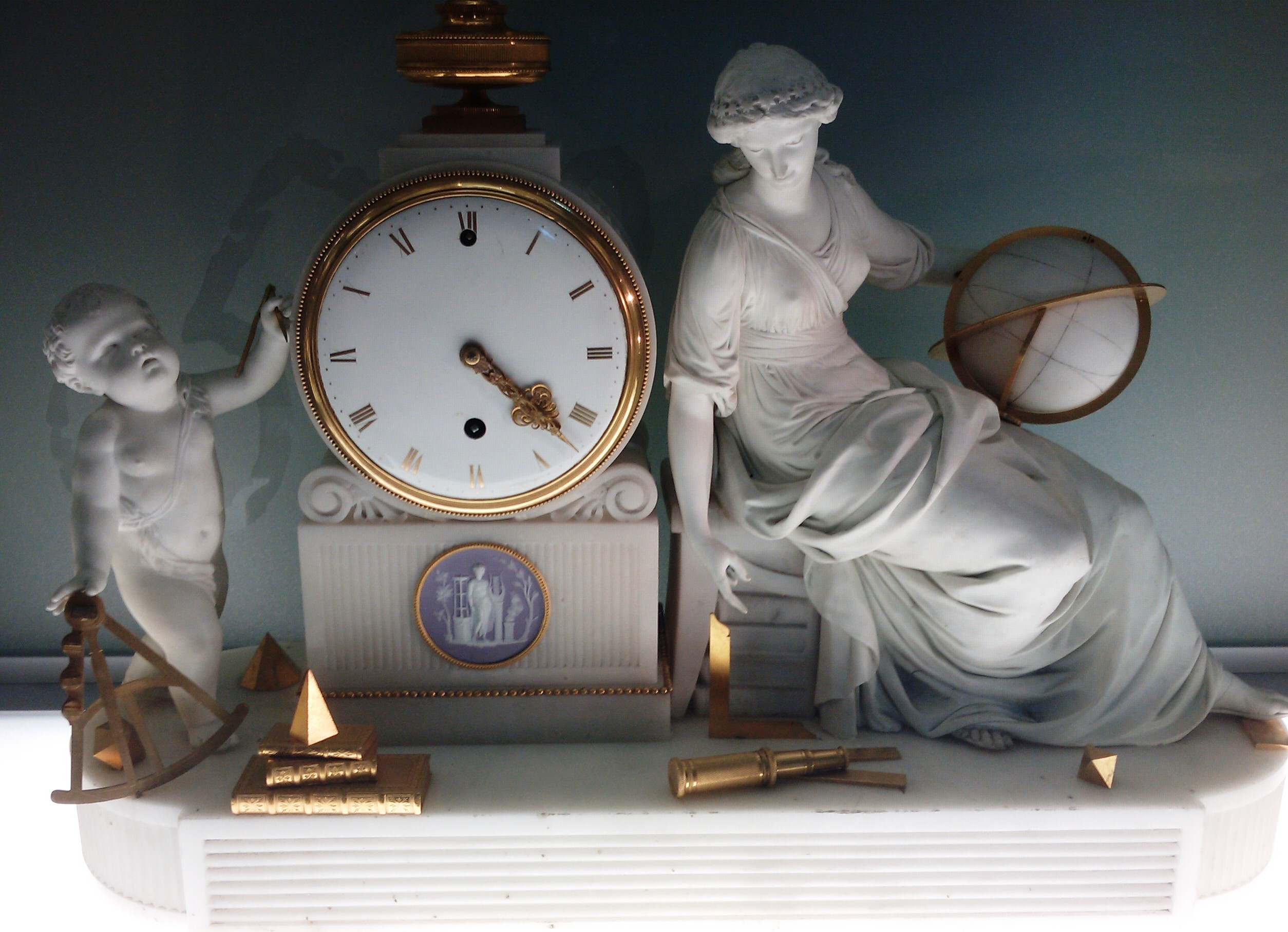
Часы, сделанные Вальями, с работой Derby Porcelain, хранящиеся в Музее и художественной галерее Дерби

С раннего возраста Вальями высказывал интерес к развитию родительского дела. Ещё подростком он создавал репутацию создателя декоративных и каминных часов, которые украшали имения представителей высшего круга общества (некоторые из них сейчас можно увидеть в Музее и художественной галерее Дерби). Его талант позволил ему получить назначение на должность королевского часовщика (King’s Clockmaker, ранее этот титул носил Джордж Линсдей, George Lindsay) Георга III, на которой он получал ежегодную плату в 150 фунтов. Король, будучи любителем часовых и других механических устройств, был патроном Джастина Вальями, но только Бенджамин удостоился столь почётного звания.
Около 1780 года Вальями было поручено сконструировать главные механические часы для Королевской обсерватории в Кью, который служил нулевым меридианом и был ответственен за официальное лондонское время до 1884 года, после чего Гринвич взял на себя обе эти функции.
В 1780 году родился Бенджамин Льюис Вальями; он был последним из Вальями, посвяившим свою жизнь часовому семейному бизнесу. Никто из дальнейших потомков Бенджамина не работал на этом поприще, хотя его внук, Льюис Вальями, был выдающимся архитектором.

## Часы Вальями
Часы Вальями имели чрезвычайную ценность и представляли вершину технологий того времени. Эти часы представлялись китайскому императору во время дипломатической миссии 1793 году Джорджа Макартни в Пекин. Изготовленные хранометры Б. Вальями сочетал с оформлением фарфоровыми фигурами, символизируя единство науки и искусства. Общий дизайн всегда создавался Вальями, но также он приглашал выдающихся скульпторов — например, Джона Дире (John Deare), которые непосредственно создавали надлежащие фигуры, не без влияния французских канонов тех времён в этой области искусства. Семья Вальями пользовалась услугами Royal Crown Derby для изготовления фарфоровых фигур. Кроме того, они отдавали работы на субподряд квалифицированным механикам, и зачастую лишь контролировали и вносили финальные коррективы в работу.